# Dorotej
Dorotej je moško osebno ime.

## Izvor imena
Ime Dorotej je različica osebnih imen Doroteja oziroma Todor.

## Pogostost imena
Po podatkih Statističnega urada Republike Slovenije je bilo na dan 31. decembra 2007 v Sloveniji število moških oseb z imenom Dorotej: 20.

## Osebni praznik
Dorotej lahko goduje takrat kot Doroteja oziroma Teodor ali Todor.